# Elspeth Denning
Elspeth Catherine Denning (Kenia, 19 de junio de 1956) es una exjugadora australiana de hockey sobre césped.

## Trayectoria
Denning participó en el Mundial de 1983, disputado en Kuala Lumpur, donde terminó en tercer lugar. En 1986 fue la máxima goleadora del Mundial de Amstelveen. Tuvo su primera participación olímpica en los Juegos Olímpicos de Los Ángeles 1984. En Juegos Olímpicos de Seúl 1988 derrotó a Países Bajos por 3 a 2 en la semifinal, venció a Corea del Sur en la final por 2 a 0 y ganó la primera medalla de oro para su selección.